# Championnat de France de rugby à XIII 1964-1965
Navigation
Édition précédente Édition suivante
Le Championnat de France de rugby à XIII 1964-1965 oppose pour la saison 1964-1965 les meilleures équipes françaises de rugby à XIII au nombre de quatorze.

## Liste des équipes en compétition
| Albi Avignon Bordeaux-Facture Carcassonne Cavaillon Lézignan Limoux Marseille Montpellier XIII Catalan Saint-Gaudens Toulouse Villefranche Villeneuve |

Quatorze équipes participent au championnat de France de première division avec les retraits du Celtic de Paris et de Roanne.

## Déroulement de la compétition

### Classement de la première phase
| Classement | Club               | Points | Matchs |
| 1er        | XIII Catalan       | 66     | 26     |
| 2e         | Villeneuve-sur-Lot | 61     | 26     |
| 3e         | Carcassonne        | 60     | 26     |
| 4e         | Toulouse           | 59     | 26     |
| 5e         | Saint-Gaudens      | 57     | 26     |
| 6e         | Albi               | 56     | 26     |
| 7e         | Lézignan           | 55     | 26     |
| 8e         | Limoux             | 55     | 26     |
| 9e         | Marseille          | 55     | 26     |
| 10e        | Cavaillon          | 46     | 26     |
| 11e        | Avignon            | 45     | 26     |
| 12e        | Villefranche       | 41     | 26     |
| 13e        | Bordeaux           | 33     | 26     |
| 14e        | Montpellier        | 33     | 26     |

|  | Qualifié pour barrages |

La saison régulière se clôt le 4 avril 1965.

## Phase finale
|  | Quart de finale                | Quart de finale         | Quart de finale         | Quart de finale         |                    |                    | Demi-finale                 | Demi-finale                 | Demi-finale                 | Demi-finale                 |  |  | Finale                    | Finale                    | Finale                    | Finale                    |
|  |                                |                         |                         |                         |                    |                    |                             |                             |                             |                             |  |  |                           |                           |                           |                           |
|  | Le 18 avril 1965 à Albi        | Le 18 avril 1965 à Albi | Le 18 avril 1965 à Albi | Le 18 avril 1965 à Albi |                    |                    | Le 2 mai 1965 à Carcassonne | Le 2 mai 1965 à Carcassonne | Le 2 mai 1965 à Carcassonne | Le 2 mai 1965 à Carcassonne |  |  | Le 16 mai 1965 à Toulouse | Le 16 mai 1965 à Toulouse | Le 16 mai 1965 à Toulouse | Le 16 mai 1965 à Toulouse |
|  | Le 18 avril 1965 à Albi        | Le 18 avril 1965 à Albi | Le 18 avril 1965 à Albi | Le 18 avril 1965 à Albi |                    |                    | Le 2 mai 1965 à Carcassonne | Le 2 mai 1965 à Carcassonne | Le 2 mai 1965 à Carcassonne | Le 2 mai 1965 à Carcassonne |  |  | Le 16 mai 1965 à Toulouse | Le 16 mai 1965 à Toulouse | Le 16 mai 1965 à Toulouse | Le 16 mai 1965 à Toulouse |
|  | Toulouse                       | Toulouse                | 31                      | 31                      |                    |                    | Le 2 mai 1965 à Carcassonne | Le 2 mai 1965 à Carcassonne | Le 2 mai 1965 à Carcassonne | Le 2 mai 1965 à Carcassonne |  |  | Le 16 mai 1965 à Toulouse | Le 16 mai 1965 à Toulouse | Le 16 mai 1965 à Toulouse | Le 16 mai 1965 à Toulouse |
|  | Toulouse                       | Toulouse                | 31                      | 31                      |                    |                    | Le 2 mai 1965 à Carcassonne | Le 2 mai 1965 à Carcassonne | Le 2 mai 1965 à Carcassonne | Le 2 mai 1965 à Carcassonne |  |  | Le 16 mai 1965 à Toulouse | Le 16 mai 1965 à Toulouse | Le 16 mai 1965 à Toulouse | Le 16 mai 1965 à Toulouse |
|  | Saint-Gaudens                  | Saint-Gaudens           | 2                       | 2                       |                    |                    | Le 2 mai 1965 à Carcassonne | Le 2 mai 1965 à Carcassonne | Le 2 mai 1965 à Carcassonne | Le 2 mai 1965 à Carcassonne |  |  | Le 16 mai 1965 à Toulouse | Le 16 mai 1965 à Toulouse | Le 16 mai 1965 à Toulouse | Le 16 mai 1965 à Toulouse |
|  | Saint-Gaudens                  | Saint-Gaudens           | 2                       | 2                       | Toulouse           | Toulouse           | 5                           | 5                           |                             |                             |  |  | Le 16 mai 1965 à Toulouse | Le 16 mai 1965 à Toulouse | Le 16 mai 1965 à Toulouse | Le 16 mai 1965 à Toulouse |
|  | Le 18 avril 1965 à Carcassonne |                         |                         |                         | Toulouse           | Toulouse           | 5                           | 5                           |                             |                             |  |  | Le 16 mai 1965 à Toulouse | Le 16 mai 1965 à Toulouse | Le 16 mai 1965 à Toulouse | Le 16 mai 1965 à Toulouse |
|  |                                |                         | XIII Catalan            | XIII Catalan            | 2                  | 2                  |                             |                             |                             |                             |  |  | Le 16 mai 1965 à Toulouse | Le 16 mai 1965 à Toulouse | Le 16 mai 1965 à Toulouse | Le 16 mai 1965 à Toulouse |
|  | XIII Catalan                   | XIII Catalan            | XIII Catalan            | XIII Catalan            | 2                  | 2                  | 6                           | 6                           |                             |                             |  |  | Le 16 mai 1965 à Toulouse | Le 16 mai 1965 à Toulouse | Le 16 mai 1965 à Toulouse | Le 16 mai 1965 à Toulouse |
|  | XIII Catalan                   | XIII Catalan            | Le 2 mai 1965 à Albi    |                         |                    |                    | 6                           | 6                           |                             |                             |  |  | Le 16 mai 1965 à Toulouse | Le 16 mai 1965 à Toulouse | Le 16 mai 1965 à Toulouse | Le 16 mai 1965 à Toulouse |
|  | Limoux                         | Limoux                  | 2                       | 2                       |                    |                    |                             |                             |                             |                             |  |  | Le 16 mai 1965 à Toulouse | Le 16 mai 1965 à Toulouse | Le 16 mai 1965 à Toulouse | Le 16 mai 1965 à Toulouse |
|  | Limoux                         | Limoux                  | 2                       | 2                       | Toulouse           | Toulouse           | 47                          | 47                          |                             |                             |  |  |                           |                           |                           |                           |
|  | Le 17 avril 1965 à Toulouse    |                         |                         |                         | Toulouse           | Toulouse           | 47                          | 47                          |                             |                             |  |  |                           |                           |                           |                           |
|  |                                |                         | Villeneuve-sur-Lot      | Villeneuve-sur-Lot      | 15                 | 15                 |                             |                             |                             |                             |  |  |                           |                           |                           |                           |
|  | Villeneuve-sur-Lot             | Villeneuve-sur-Lot      | Villeneuve-sur-Lot      | Villeneuve-sur-Lot      | 15                 | 15                 | 8                           | 8                           |                             |                             |  |  |                           |                           |                           |                           |
|  | Villeneuve-sur-Lot             | Villeneuve-sur-Lot      |                         |                         |                    |                    |                             |                             |                             |                             |  |  |                           |                           |                           |                           |
|  | Lézignan                       | Lézignan                | 7                       | 7                       |                    |                    |                             |                             |                             |                             |  |  |                           |                           |                           |                           |
|  | Lézignan                       | Lézignan                | 7                       | 7                       | Villeneuve-sur-Lot | Villeneuve-sur-Lot | 21                          | 21                          |                             |                             |  |  |                           |                           |                           |                           |
|  | Le 18 avril 1965 à Cavaillon   |                         |                         |                         | Villeneuve-sur-Lot | Villeneuve-sur-Lot | 21                          | 21                          |                             |                             |  |  |                           |                           |                           |                           |
|  |                                |                         | Carcassonne             | Carcassonne             | 10                 | 10                 |                             |                             |                             |                             |  |  |                           |                           |                           |                           |
|  | Carcassonne                    | Carcassonne             | Carcassonne             | Carcassonne             | 10                 | 10                 | 16                          | 16                          |                             |                             |  |  |                           |                           |                           |                           |
|  | Carcassonne                    | Carcassonne             |                         |                         |                    |                    |                             | 16                          |                             |                             |  |  |                           |                           |                           |                           |
|  | Albi                           | Albi                    | 8                       | 8                       |                    |                    |                             |                             |                             |                             |  |  |                           |                           |                           |                           |
|  | Albi                           | Albi                    | 8                       | 8                       |                    |                    |                             |                             |                             |                             |  |  |                           |                           |                           |                           |
|  |                                |                         |                         |                         |                    |                    |                             |                             |                             |                             |  |  |                           |                           |                           |                           |

### Finale
(mt : -)
Homme du match :
Points marqués :
- Toulouse: 9 essais de J. Guiraud (15e), Burke (22e), Etcheberry (29e), Montcel (36e et 58e), Surre (49e), Lacaze (45e et 75e) et Aillères (60e), 6 transformations de Lacaze, 3 pénalités de Lacaze, 1 drop de Lacaze.
- Villeneuve: 3 essais de Ballouhey (39e) et Dubon (52e et 70e), 2 transformations de Bertrand, 1 pénalité de Bertrand.

Évolution du score : 
Arbitre : M. Jameau
Spectateurs : 8 837
Recette : 77 013 francs
Composition des équipes :
- Toulouse: Pierre Lacaze - Pierre Surre, Marquet, Jean Etcheberry, Burke - Antoine Montcel, Joseph Guiraud (c) - Jean Kaczmarek (puis André Archidec), Roger Llanas, Pierre Parpagiola, Yves Bégou, Hugues Viès, Georges Aillères - Entraîneur : Vincent Cantoni
- Villeneuve: Christian Clar - Jacques Dubon, André Bienvenu (puis Bertrand Ballouhey), Raymond Gruppi, Daniel Pellerin - Étienne Courtine, Francis Bertrand - Christian Sabatié, Michel Montclus, Sort, Jean Planté, Léopold Pujol, Jean-Pierre Clar - Entraîneur : Jep Lacoste

## Effectifs des équipes présentes
| Toulouse         | Georges Aillères André Archidec Yves Bégou Burke Jean Etcheberry Élie Gabellotto Joseph Guiraud Jean Kaczmarek Pierre Lacaze Roger Llanas Gérard Lô Marquet Antoine Montcel Pierre Parpagiola Jacques Sarramona Pierre Surre Hugues Viès Entraîneur : Vincent Cantoni | Villeneuve-sur-Lot | Bertrand Ballouhey Francis Bertrand André Bienvenu Christian Clar Jean-Pierre Clar Étienne Courtine Jacques Dubon Jacques Gruppi Raymond Gruppi Michel Montclus Jean Panno Daniel Pellerin Jean Planté Léopold Pujol Christian Sabatié Sort Entraîneur : Jep Lacoste |
| Carcassonne      | Pierre Azalbert R. Carrère Henri Castel René Castel Gérard Chalet (o) Francis Delonca Pierre Escourrou Gil François Gril (m) A. Nédorézoff Antoine Pennavayre Aldo Quaglio Yves Raynaud Entraîneur : Félix Bergèse                                                    | XIII Catalan       | Aspara Balat Bordin André Bourreil Guy Bruzy Yves Castany Henri Chamorin Yves Civil Édouard Duseigneur Hervé Larrue Claude Mantoulan Francis Mas Jean Pouget Tornes                                                                                                  |
| Lézignan         | Gilbert Benausse Michel Boule Antoine Esquiva | Marseille          | Antranick Apellian Michel Blanc Roger Carmouze (o) Cazaux Alain Doulieu Robert Eramouspé Jean Graciet Denis Kerbrat Lucius (m) Jean Mariat Marquillo Jean Rouqueirol Gérard Savonne Marc Vanini                                                                      |
| Saint-Gaudens    | Michel Bardes Bordeu Carrassoumet André Carrère Eugène Pierre Laurent Jean-Pierre Lecompte Henri Marracq Moret Jean Nédorézoff Marcel Péré Gilbert Pujol Armand Save Robert Séville Jean Teychenné                                                                    | Albi               | Assalit Bellot Bessières Marcel Bonnet Honoré Conti Jean-Claude Cros Debladis Jean-Claude Duffau Bernard Fabre Georges Fages Roger Garrigue Joseph Lapoterie André Vadon Jean Villeneuve                                                                             |
| Bordeaux-Facture | Jean-Marie Armand Courbin Roger Garnung Philippe Labache G. Lastate H. Lastate Manieu P. Pallats Bernard Catrevault Turpin Zanardo | Montpellier        | Belmonte Cantarutti Daniel Comte Cribaillet Fabre I Fabre II Galtier Jarzyck Pepeder Plana Pierre Sablé Sajus Sarda Tater |
| Limoux           | Aimé Ourliac | Avignon            | Célestin Ayme Bénichou Éric Fernandes André Ferren Marius Frattini Lacourt Pamards Pech Sagnard |